# Камила Багинскайте
Вижте пояснителната страница за други личности с името Камила.
Камила Багинскайте (на литовски: Kamilė Baginskaitė, родена на 24 април 1967 във Вилнюс, Литовска ССР, СССР) е американска, преди това съветска и литовска, шахматистка и американска треньорка по шахмат.
Научава се да играе шахмат от баща си, когато е на 8 години. Започва да посещава шахматна школа на 10-годишна възраст. През 1997 г. се премества да живее в Сан Франсиско, Калифорния, САЩ. Багинскайте изучава дизайн в Литва и САЩ, има магистърска степен по история на изкуството. Омъжена е за гросмайстора Алекс Ермолински. Двойката се запознава на 32-рата шахматна олимпиада в Ереван през 1996 г., има 2 сина
Когато е на 15 години, става най-младата литовска шампионка при жените. През 1986 г. завършва на 2-ро място след Илдико Мадл на световното първенство за девойки до 20 години във Вилнюс. Спечелва същото първенство на следващата година в Багио. Заради постижението си става международен майстор при жените. Първенството през 1987 г. е едва нейното2-ро участие в международен турнир и 1-вото извън границите на Съветския съюз. През 2000 г. спечелва американското първенство за жени с Елина Гроберман. След като Багинскайте спечелва срещу Гроберман в тайбрека с 2-0, тя се класира за световното първенство за жени в Москва през 2001 г., където достига до 16-финалите и е отстранена е от китайката Сюй Юйхуа след тайбрек. Това е най-доброто постижение на американска шахматистка на световното първенство за жени, основано през 1927 г.